# Heterospilus wilkinsoni
Heterospilus wilkinsoni – gatunek błonkówki z rodziny męczelkowatych i podrodziny Doryctinae.
Ciało długości 3 mm. Głowa z żółtymi: czołem, rowkowaną twarzą i obwódkami oczu oraz jasnobrązowym, poprzecznie żeberkowanym ciemieniem. Czułki u nasady żółte, dalej przechodzące w brąz. Tułów brązowy, żółty wzdłuż notauli; z śródtarczką o granulowanych płatach i częściowo gładkim mezopleurami. Bruzda przedtarczkowa przecięta trzema żeberkami. Boki pozatułowia są w całości pomarszczone, a jego część środkowo-nasadowa pomarszczona co najmniej częściowo. Odnóża żółte. Metasoma miodowożółta z jasnobrązowym pierwszym tergum. Pierwsze tergum metasomy u wierzchołka węższe niż dłuższe, drugie tergum z prostym przednim rowkiem poprzecznym, a terga od IV do VII gładkie. Pokładełko dłuższe od metasomy.
Gatunek znany wyłącznie z Kostaryki.